# William Schuman
William Howard Schuman (Nova York, 4 d'agost de 1910 - 15 de febrer de 1992) fou un compositor estatunidenc.

## Biografia
Nascut al Bronx a Nova York, fill de Samuel i Rachel Schuman, Schuman va ser anomenat així en record del vint-i-setè president dels Estats Units, William Howard Taft (si bé la seva família preferia anomenar-lo Bill). Schuman tocava el violí i el banjo de nen, però la seva passió irrefrenable era el beisbol. Quan encara era a la high school, va formar una dance band, la Billy Schuman and his Alamo Society Orchestra, que tocava per als veïns i bars mitzvahs (Schuman tocava el contrabaix a la banda).
El 1928 va ingressar a l'Escola de Comerç de la Universitat de Nova York per seguir la carrera d'economia, i al mateix temps treballava en una agència de publicitat. També va compondre cançons populars amb EB Marks, Jr, un amic que havia conegut feia temps. Llavors Schuman va conèixer al lletrista Frank Loesser, amb qui va escriure al voltant de quaranta cançons. De fet, la primera cançó publicada per Loesser, In Love with a Memory of You, acredita la música a William H. Schuman.
El 4 d'abril de 1930, Schuman va assistir amb la seva germana gran, Audrey, a un concert al Carnegie Hall de la Filharmònica de Nova York, dirigida per Arturo Toscanini. En el programa hi havia obres de Wagner, Kodály i Schumann. D'aquesta experiència, Schuman posteriorment diria que estava sorprès de veure l'oceà d'instruments de corda, i tots movent l'arc en forma semblant. Només la visió era impressionant, però el so! Estava impactat. Mai no havia sentit una cosa semblant. L'endemà, vaig decidir fer-me compositor.
Schuman va abandonar l'escola per estudiar música. Un dels seus mestres fou Roy Harris, que va cridar l'atenció sobre Schuman al director d'orquestra Serge Koussevitzky, el qual va donar suport en moltes de les seves obres. Koussevitzky va dirigir en particular la simfonia núm. 2 de Schuman, el 1939. Una de les obres més conegudes de Schuman és la simfonia per a cordes, encarregada per la fundació Koussevitzky i dedicada a la memòria de Natalie Koussevitzky. Va ser estrenada sota la direcció de Koussevitzky el 12 de novembre de 1943.
El 1943 va guanyar el primer premi Pulitzer de música per la cantata A Free Song, adaptant els poemes de Walt Whitman. Entre 1935 i 1945, va ensenyar composició al Sarah Lawrence College. El 1945, es va convertir en president de la Juilliard School of Music, fundant el Juilliard String Quartet. La va deixar el 1961 per prendre la direcció del Lincoln Center.

## Obra
Schuman ha escrit un nombre important de partitures. Les seves vuit simfonies, numerades de 3 a 10 (de les dues primeres el compositor n'ha renegat), evolucionen cap a una estatura cada vegada més important. El seu concert per a violí (1947, revisat el 1959) ha estat descrit com una de les seves millors obres. Entre les seves altres composicions, es pot citar el New England Triptych (1956, sobre melodies de William Billings), l'American Festival Overture (1939), la música per a ballet Undertow (1945) i Judith (1949) (aquest últim escrit per a Martha Graham), el Mail Order Madrigals (1972), dues òperes, The Mighty Casey (1953, basat en el llibre d'Ernest L. Thayer Casey at the Bat), que reflecteix el seu amor per al beisbol i A Question of Taste (1989, segons una novel·la de Roald Dahl). Ha fet igualment un arranjament per a orquestra de l'obra per a orgues de Charles Ives, Variations on "America" el 1963, versió actualment la més coneguda. Una altra peça popular continua sent George Washington Bridge (1952).

## Principals obres

### Música orquestral
- Simfonies
  - Simfonia núm. 1 (1935; retirada)
  - Simfonia núm. 2 (1937; retirada)
  - Simfonia núm. 3 (1941)
  - Simfonia núm. 4 (1941)
  - Symphony for Strings (Simfonia núm. 5) (1943)
  - Simfonia núm. 6 (1948)
  - Simfonia núm. 7 (1960)
  - Simfonia núm. 8 (1962)
  - Simfonia núm. 9 Le fosse Ardeatine (1968) [viz. Ardeatine massacre]
  - Simfonia núm. 10 American Muse (1976)
- American Festival Overture (1939)
- Prayer in Time of War, originalment titulada Prayer 1943 (1943)
- Circus Overture (1944)
- Credendum (1955, encarregada per la UNESCO)
- New England Triptych (1956, basada en melodies de William Billings)
- In Praise of Shahn (1969)
- American Hymn (1980)
- Showcase: A Short Display for Orchestra (1986)